# Ču Čchen
Ču Čchen (čínsky pchin-jinem Zhū Chén, znaky zjednodušené 诸宸, arabsky زو تشن‎, * 30. března 1976, Wen-čou, Če-ťiang) je čínská šachistka, mistryně světa v šachu z let 2001 až 2004. V roce 2006 získala občanství Kataru a od té doby reprezentuje tuto zemi.

## Tituly
V roce 1994 získala rovnou titul velmistryně (WGM). Titul velmistra (GM) obdržela zároveň se ziskem titulu mistryně světa.

## Soutěže jednotlivkyň
Vyhrála Mistrovství světa v šachu žen 2001, které se hrálo play-off systémem v Moskvě. V semifinále vyřadila bývalou mistryni světa Čiburdanidzeovou a ve finále porazila 5:3 bez jediné remízy budoucí mistryni světa Kostěňukovou.

## Soutěže družstev
Je trojnásobná vítězka ze šachové olympiády žen s družstvem ČLR z let 1998, 2000 a 2002. Navíc získala jednu stříbrnou (1996) a jednu bronzovou (1994) medaili.

### Šachové olympiády žen
Na pěti šachových olympiádách žen reprezentovala ČLR a získala celkem 43,5 bodů ze 59 partií.
| Rok  | Olympiáda | Místo    | Deska | ELO  | Počet bodů | Odehráno partií | pořadí na šachovnici | pořadí družstvo |
| ---- | --------- | -------- | ----- | ---- | ---------- | --------------- | -------------------- | --------------- |
| 1994 | 31.       | Moskva   | 4.    | 2265 | 9,5        | 12              | 2.                   | 3.              |
| 1996 | 32.       | Jerevan  | 2.    | 2420 | 10,0       | 13              | 1.+1.                | 2.              |
| 1998 | 33.       | Elista   | 2.    | 2480 | 8,0        | 11              | 6.                   | 1.              |
| 2000 | 34.       | Istanbul | 2.    | 2539 | 9,0        | 11              | 1.+1.                | 1.              |
| 2002 | 35.       | Bled     | 1.    | 2509 | 7,0        | 12              | 22.                  | 1.              |

### Otevřené šachové olympiády
Na třech otevřených šachových olympiádách reprezentovala Katar a získala celkem 18,5 bodů ze 34 partií.
| Rok  | Olympiáda | Místo           | Deska | ELO  | Počet bodů | Odehráno partií | pořadí na šachovnici | pořadí družstvo |
| ---- | --------- | --------------- | ----- | ---- | ---------- | --------------- | -------------------- | --------------- |
| 2006 | 37.       | Turín           | 3.    | 2483 | 7,0        | 13              | 66.                  | 55.             |
| 2010 | 39.       | Chanty-Mansijsk | 3.    | 2480 | 7,0        | 11              | 58.                  | 43.             |
| 2014 | 41.       | Tromsø          | 3.    | 2461 | 4,5        | 10              | 52.                  | 45.             |